# Rue Rambuteau
Pour les articles homonymes, voir Rambuteau.
La rue Rambuteau est une rue du centre de Paris qui relie le quartier des Halles, dans le 1er arrondissement, au quartier du Marais dans le 4e arrondissement.

## Situation et accès
Elle longe le Forum des Halles et la façade nord du centre Georges-Pompidou, et marque la limite entre le 3e et le 4e arrondissement. Elle occupe une place particulière dans l'histoire de Paris, car c'est la première rue percée à travers le centre médiéval, sous le règne de Louis-Philippe, quelques années avant les grands travaux haussmanniens.
La rue Rambuteau a une longueur de 975 mètres pour une largeur de 13 mètres.
La rue Rambuteau est desservie par la station Rambuteau au niveau du centre Pompidou et la station Les Halles au niveau du Forum des Halles (l'entrée de cette dernière station est insérée dans la façade d'un immeuble situé au no 130).
Numérotation
La numérotation des bâtiments débute par l'est de la rue Rambuteau (suivant le cours de la Seine), à partir de la rue des Archives ; ainsi les numéros impairs sont situés sur le côté sud, les numéros pairs sur le côté nord.
Les numéros impairs 1 à 71 sont situés dans le 4e arrondissement, les numéros pairs 2 à 66 dans le 3e. Les numéros impairs 77 à 105 et pairs 72 à 132 sont quant à eux situés dans le 1er. Les numéros impairs 73 et 75 et pairs 68 et 70 ne sont pas utilisés.
Voies adjacentes
La rue Rambuteau rencontre les voies suivantes, dans l'ordre des numéros croissants (« g » indique que la rue se situe à gauche, « d » à droite) :
- Rue des Archives
- Rue Pecquay (g)
- Rue du Temple
- Rue Beaubourg
- Rue Brantôme (d)
- Rue Saint-Martin
- Rue Quincampoix
- Boulevard de Sébastopol
- Rue Saint-Denis
- Rue Pierre-Lescot
- Rue Mondétour (d)
- Rue Baltard (g)
- Rue de Turbigo (d)
- Rue Montmartre (d)
- Allée André-Breton (g)
- Rue du Jour (d)
- Rue Coquillière

## Origine du nom

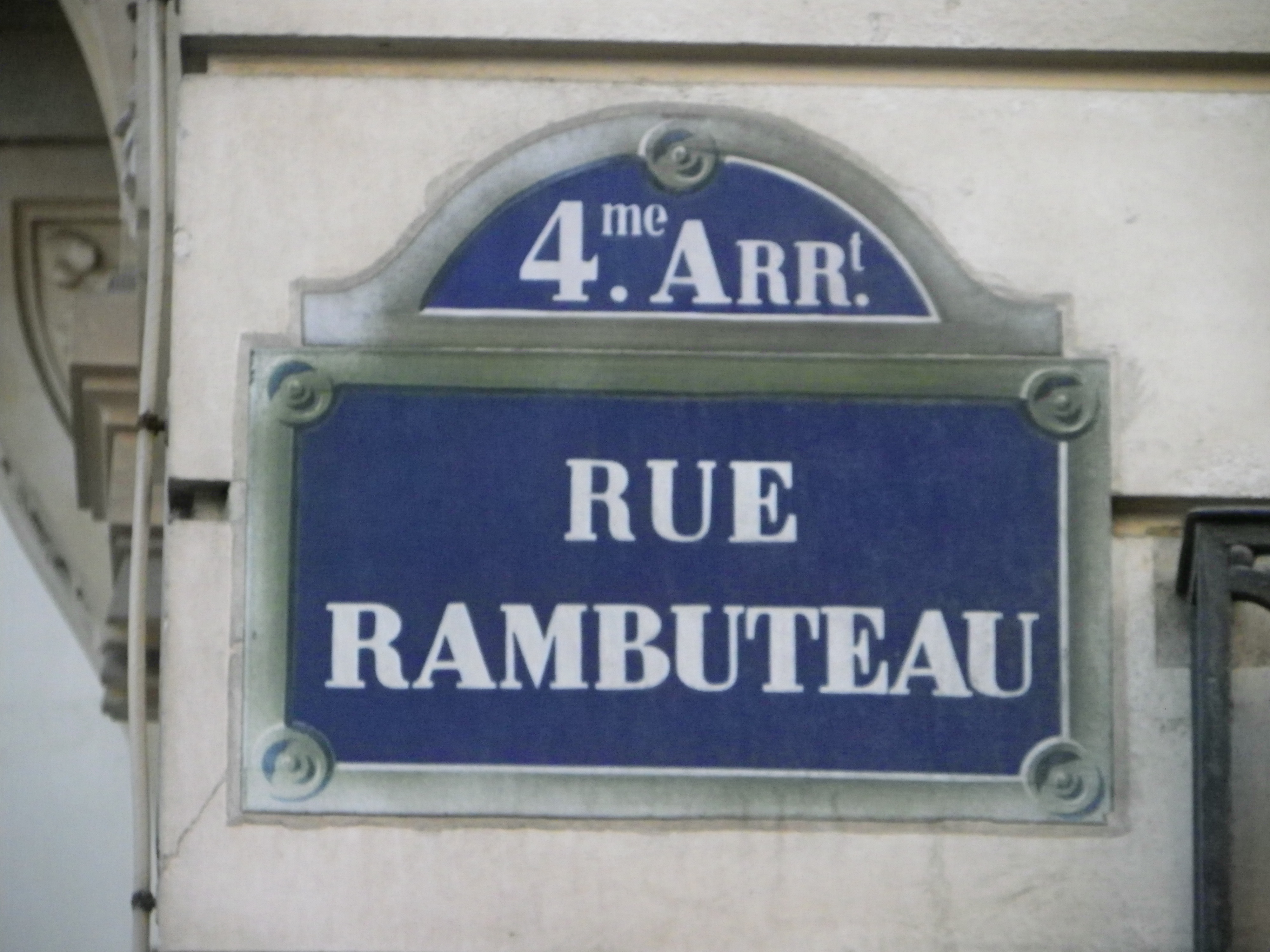
Plaque de la rue Rambuteau à Paris.

Elle porte le nom de Claude-Philibert Bathelot, comte de Rambuteau qui fut préfet du département de la Seine de 1833 à 1848.

## Historique
Le préfet Rambuteau, à la demande des habitants du quartier, a décidé, en 1834, la création de cette rue large de 13 mètres, dimension importante pour l’époque. Le centre de Paris avait conservé jusque-là son tissu urbain médiéval, composé pour l’essentiel de rues étroites dans lesquelles la circulation était difficile et l'hygiène douteuse. Prenant ses fonctions en 1833, un an après une grande épidémie de choléra, Rambuteau décida de mettre en application les théories hygiénistes de l'époque en perçant une large voie en plein centre de Paris. Une ordonnance du roi Louis-Philippe Ier datée du 5 mars 1838 permit de commencer les travaux qui absorbèrent :
- la rue des Ménétriers, entre les rues Beaubourg et Saint-Martin ;
- la rue de la Chanverrerie (celle que Victor Hugo préfère nommer « rue de la Chanvrerie » dans Les Misérables, haut lieu de « L’idylle rue Plumet et l’épopée rue Saint-Denis », partie IV de son œuvre), entre les rues  Saint-Denis et Mondétour ;
- la rue Traînée, entre les rues Montmartre et du Jour.

Deux ordonnances royales en date des 15 mars 1838 et 9 janvier 1839, autorisent l'ouverture d'une nouvelle rue qui prolonge la rue de Paradis-au-Marais jusqu'à la pointe Saint-Eustache et prend le nom de « rue Rambuteau ».
Quelques années plus tard, le préfet Haussmann devait appliquer les principes de Rambuteau sur une échelle beaucoup plus vaste dans des boulevards tels que le boulevard de Sébastopol qui croise la rue Rambuteau.
En 1853, au numéro 34 se trouvait le siège de la maison d'édition du poète, chansonnier et mécène des goguettes, Charles Durand (1804-1863).
Le 30 janvier 1918, durant la Première Guerre mondiale, le no 124 rue Rambuteau est touché lors d'un raid effectué par des avions allemands.

## Bâtiments remarquables et lieux de mémoire
- No 6 : l'enceinte de Philippe-Auguste coupait le tracé de la rue actuelle entre la porte du Temple et la poterne du Chaume[Note 1],[6].

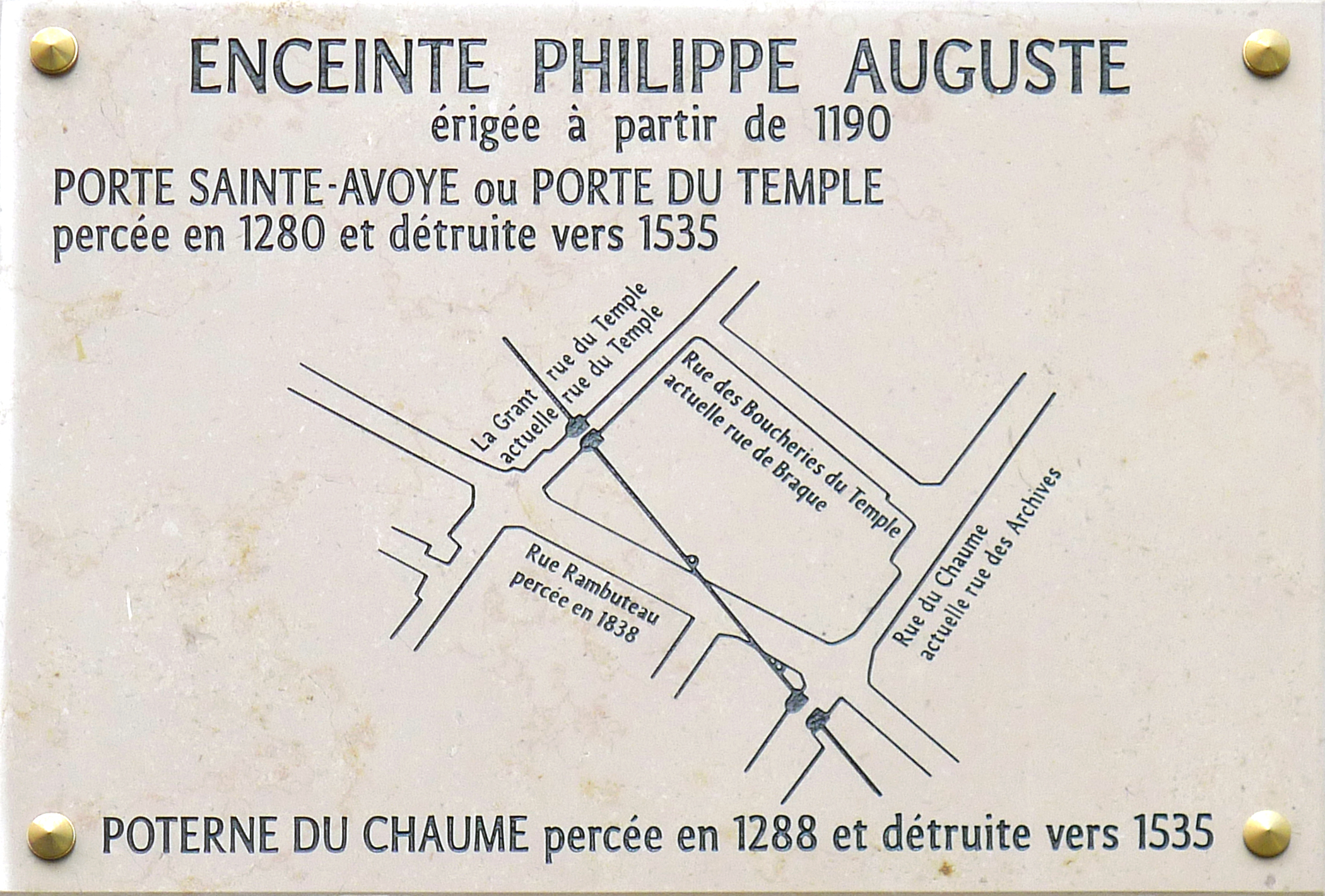
Plaque posée au no 6 de la rue.
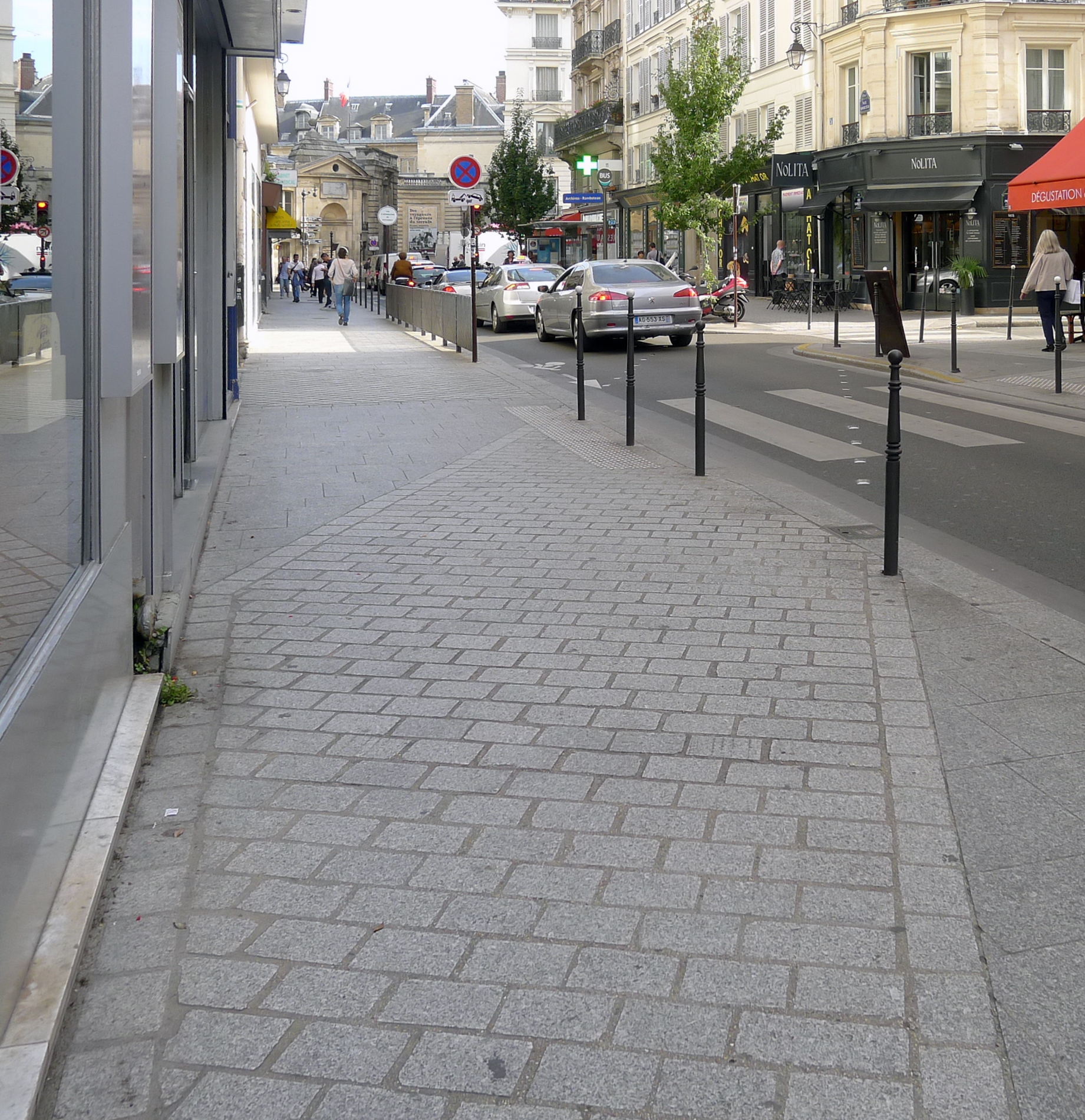
Tracé matérialisé sur la chaussée.

- No 8 : entrée du passage Sainte-Avoie qui suit le tracé de l'enceinte de Philippe-Auguste.

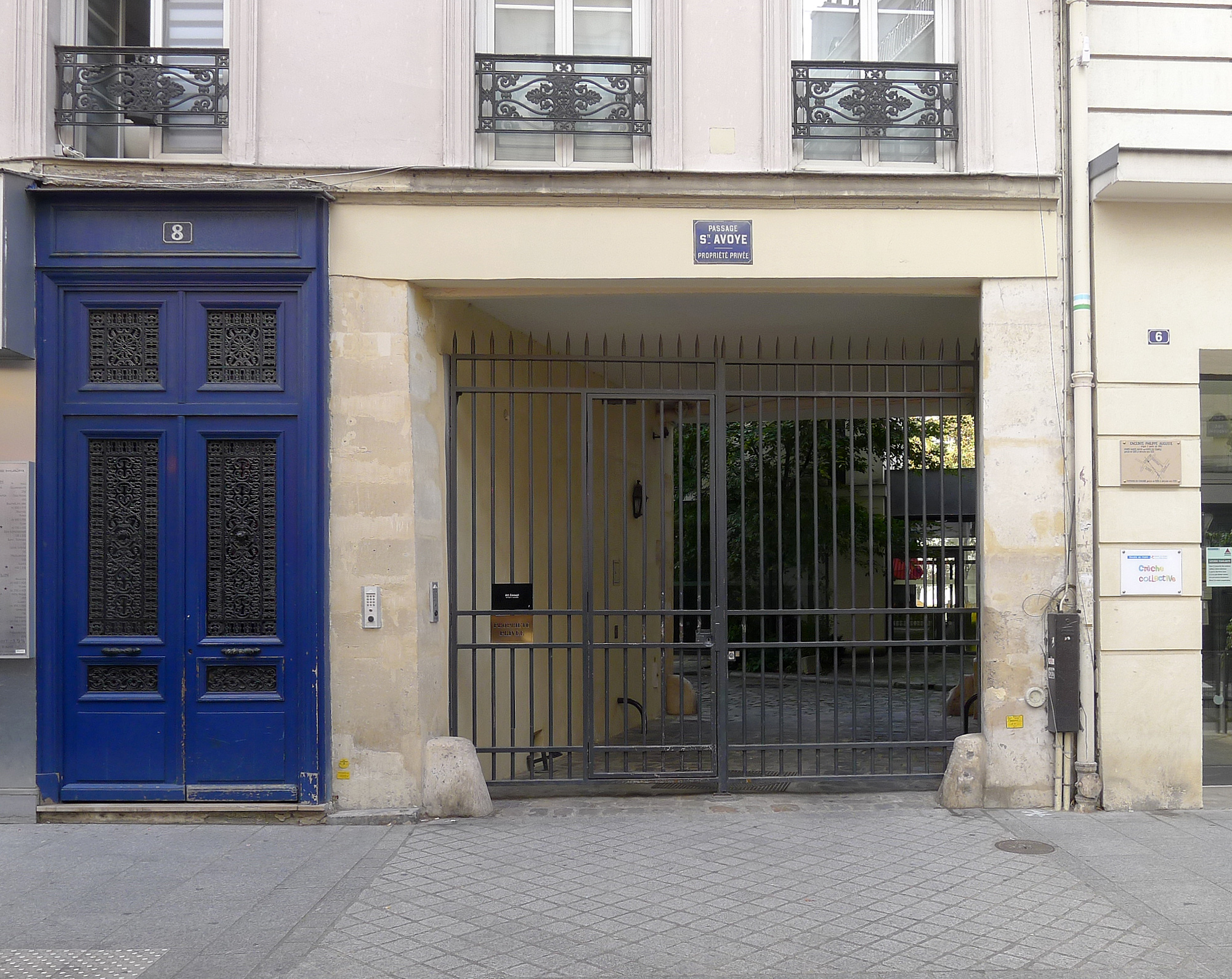
Entrée du passage.
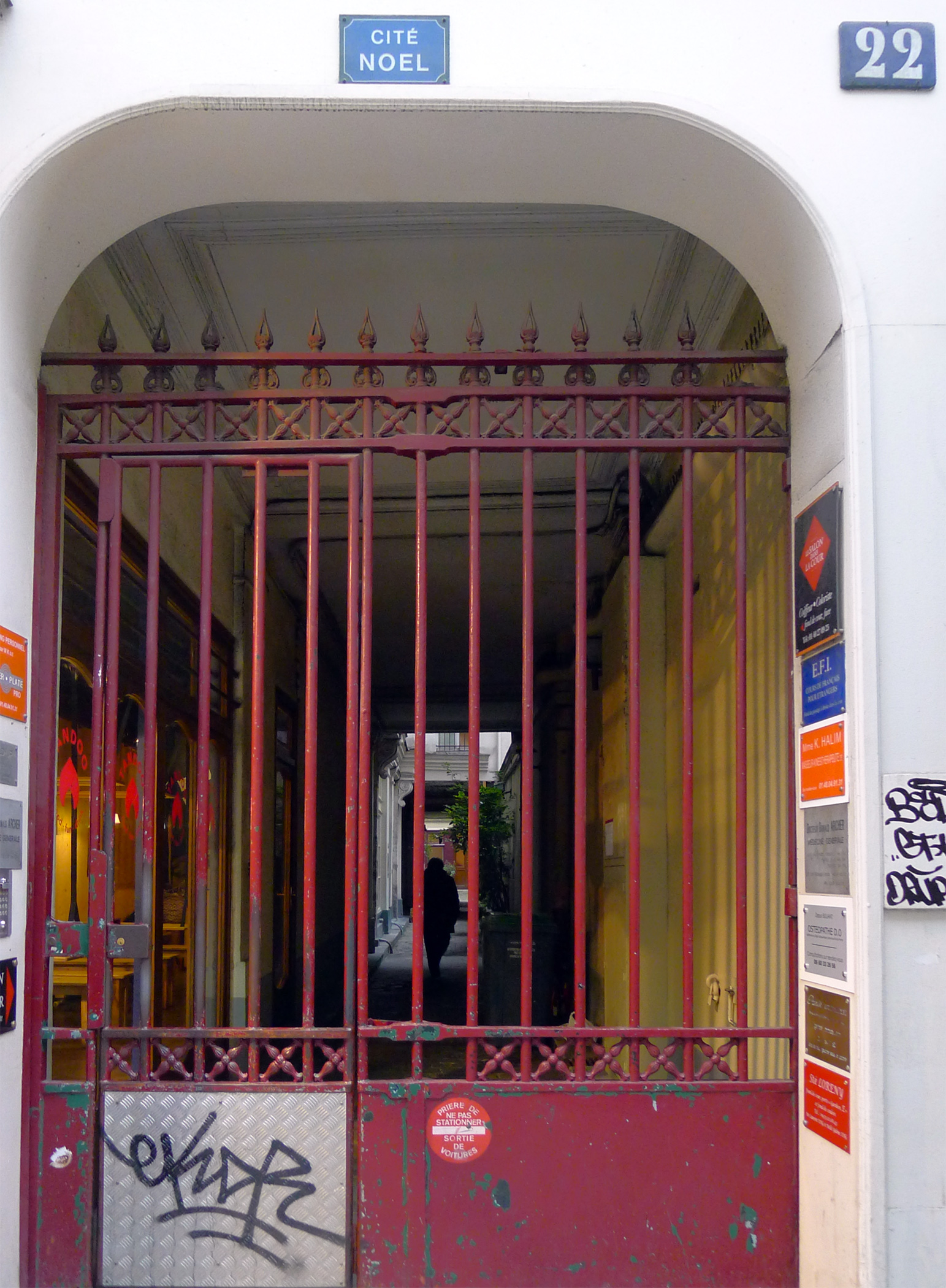
No 22 : entrée de la cité Noël.

- Nos 13-15 : immeubles construits par l’architecte Édouard Renaud, auteur de l’hôtel de La Païva, place Saint-Georges[7]
- No 16 : anciennement, boutique de la marque de maroquinerie Offenthal.

Au-delà de son intersection avec la rue Beaubourg et jusqu'à celle avec la rue Saint-Martin, la rue Rambuteau est intégrée dans une zone piétonne.
- Le Centre national d'art et de culture Georges-Pompidou (1971-1977) qui abrite entre autres le musée national d'Art moderne développe une de ses façades latérales sur le côté impair (sud) de la rue. Sa construction a été confiée en 1971 à la jeune équipe dirigée par les architectes associés Richard Rogers et Renzo Piano, lauréate d'un concours d'architecture international lancé par le président Georges Pompidou en 1969.

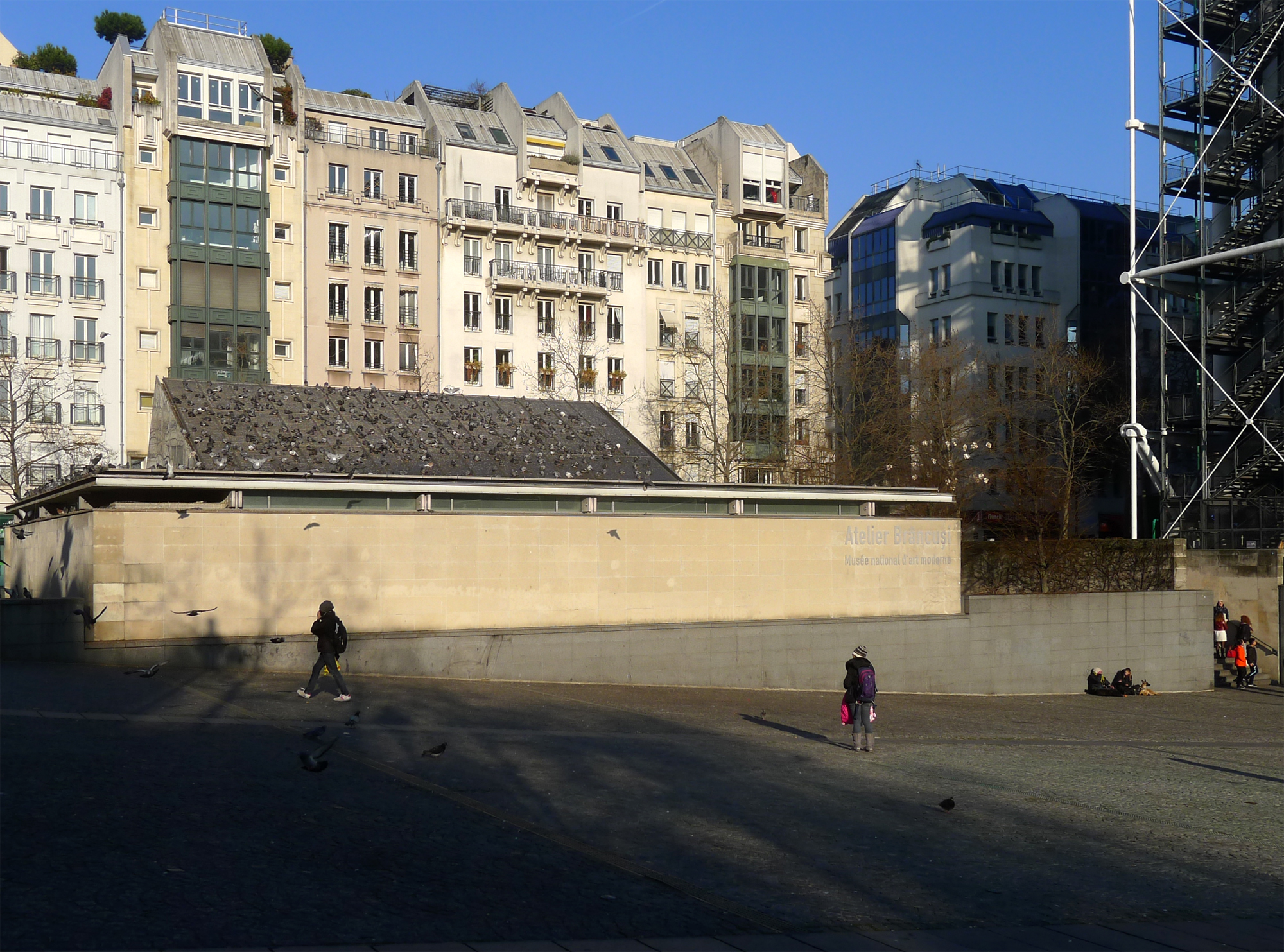
Vue de l'Atelier Brancusi face à la rue Rambuteau prise de la place Georges-Pompidou en 2017.

- La place Georges-Pompidou conçue en même temps que le centre culturel présente la particularité de descendre en pente douce depuis la rue Saint-Martin vers l'entrée principale du centre culturel. Sur cette place une partie plate située près de la rue Rambuteau a été réservée pour accueillir l'ancien atelier Brancusi de l'impasse Ronsin[8] (voie disparue) qui avait été légué à l'État français par les dispositions testamentaires prises l'année précédant sa mort par le sculpteur Constantin Brâncuși (1876-1957). La modeste structure faite de matériaux de récupération provenant de l'exposition universelle de 1900[9] fut démontée et transita — avec les œuvres et outils qu'elle contenait — par les réserves de l'ancien musée d'art moderne (Palais de Tokyo) avant d'être transféré et reconstitué en 1977 à son actuel emplacement. Dégradé par des inondations et fermé au public de 1990 à 1997, l'atelier a fait l'objet d'une nouvelle reconstitution. Renzo Piano qui en fut chargé en 1997 l'a inséré dans un espace muséal contemporain qui comprend un petit jardin clos[10]

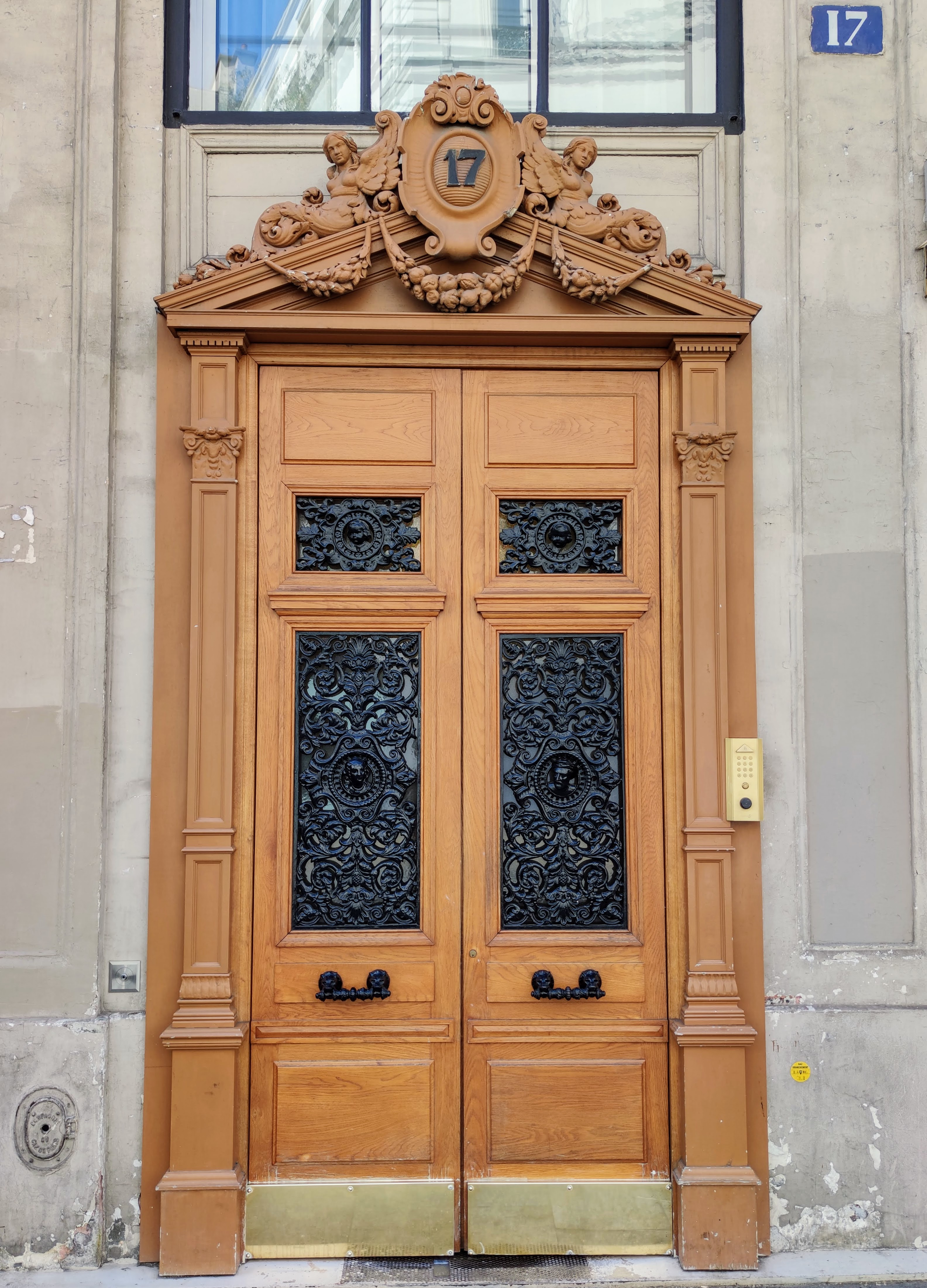
No 17.

- No 19 : Élisabeth Fuss-Amoré (née Bégard), y est née le 29 novembre 1879 chez ses parents, bijoutiers. Devenue artiste-peintre et modèle d'Amedeo Modigliani, elle est également connue comme militante socialiste et féministe.
  - Une plaque rappelle que « Flamant-Devergie posa la première pierre de cette rue en 1839 ».
- No 42 : emplacement de la librairie allemande Marissal, fermée le 17 janvier 2015 après 33 ans d’activité.
- No 46 : début de la rue Brantôme, orientée nord-sud qui perpétue le nom d'une ancienne rue éponyme orientée est-ouest et aujourd'hui disparue. Cette voie, créée en 1977 et ouverte en 1981 pénètre dans l'îlot Saint-Martin où une vaste opération de rénovation urbaine a été menée durant les années 1970 par la SEMAH (Société d'économie mixte d'aménagement des Halles) et le promoteur immobilier Cogedim sous la maîtrise d'œuvre de l'architecte Jean-Claude Bernard. L'ensemble d'immeubles et de voies privées qui en résulte a été officiellement inauguré sous le nom de Quartier de l'Horloge en 1983[11].
- No 50 : cinéma MK2 Beaubourg.
- Le Forum des Halles.
- No 146 : L’église Saint-Eustache.

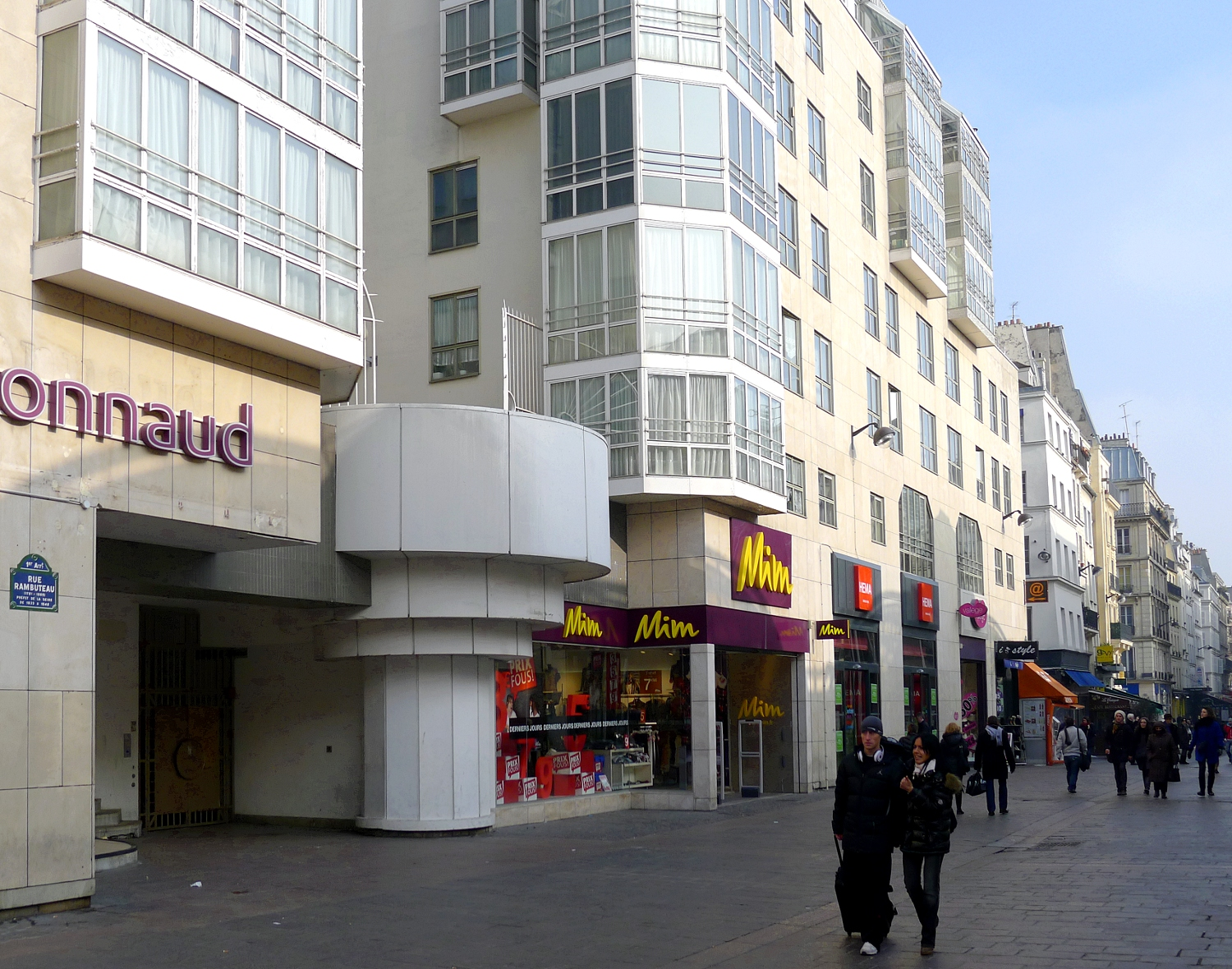
Rue Rambuteau sur le parvis des Halles (janvier 2011, Paris 1er).
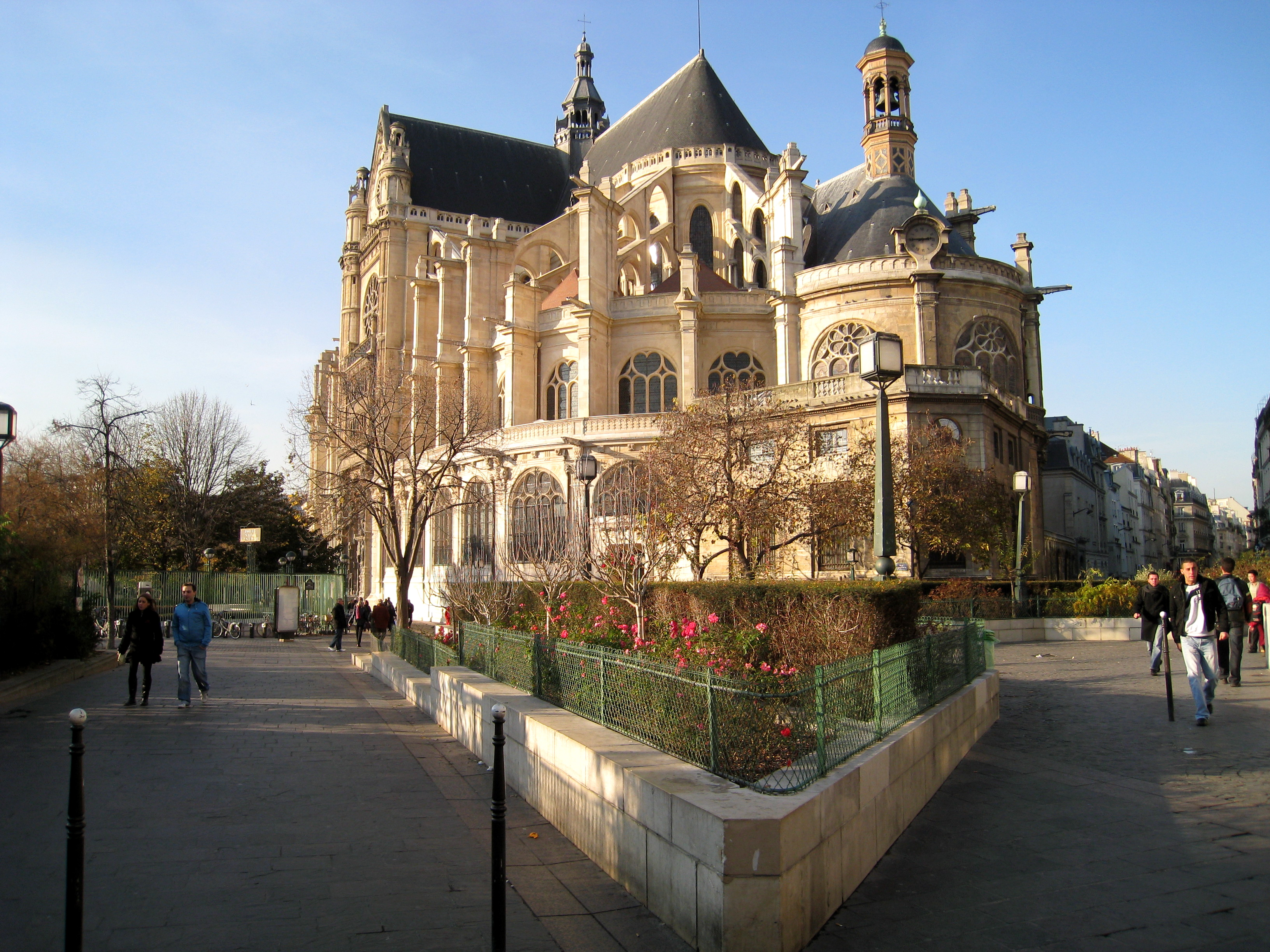
L'église Saint-Eustache.